# Heinz Pinner
Heinz Pinner (geb. 20. Februar 1893 in Berlin; gest. 17. September 1986 in Beverly Hills, USA) war ein deutsch-amerikanischer Rechtsanwalt jüdischer Herkunft. Er war ein Fachmann für Wiedergutmachungsverfahren.

## Lebensweg
Heinz Pinner wurde am 20. Februar 1893 als ältestes von drei Kindern des Rechtsanwalts Albert Pinner (1857–1933) und seiner Ehefrau Clara Benjamin (1870–1921) in Berlin geboren. Er nahm als Kavallerie-Offizier von 1914 bis 1918 am Ersten Weltkrieg teil und war hauptsächlich an der Westfront eingesetzt. Im Jahr 1919 wurde er an der Universität Greifswald mit einer Dissertation zum Thema „Der Interimsschein im Aktienrecht“ zum Dr. iur. promoviert. Er wurde in Berlin zunächst als Rechtsanwalt, später auch als Notar zugelassen. Zeitweilig betrieb er mit seinem Vater, einem renommierten Wirtschaftsrechtsanwalt, eine Anwaltssozietät in der Markgrafenstr. 46. Ab 1922 war Pinner Vorsitzender des Berliner Anwaltsvereins. Pinner befasste sich vor allem mit Gesellschafts- und Wirtschaftsrecht. Er war Sozius der Anwaltssozietät Dr. Walther Schmidt, Dr. Wilhelm Beutner, Dr. Friedrich Kempner, Dr. Heinz Pinner, Dr. Joachim Beutner. Der spätere Staatssekretär im Bundesjustizministerium Walter Strauss (1900–1976) war ab 1. Juli 1936 als juristischer Hilfsarbeiter in dieser Rechtsanwaltskanzlei tätig.
Heinz Pinner, der aus einer jüdischen Familie stammte, war selbst evangelisch. Er heiratete im Jahr 1921 Ilse Ullstein (1892–1988), eine Tochter des Verlegers Hans Ullstein (1859–1935). Das Ehepaar hatte zwei Söhne, Karl und John.
Bis 1933 war Pinner Aufsichtsratsmitglied der Ullstein A.G., bis 1938 Aufsichtsratsmitglied der H. Berthold AG, einer großen Schriftgießerei.
Heinz Pinner war, zusammen mit Walter Schmidt, Heinrich Koenige und Felix Bondi, Mit-Herausgeber des von Hermann Staub begründeten Kommentars zum Handelsgesetzbuch.
Nach der Machtergreifung der Nationalsozialisten im Januar 1933 wurde Pinner zunächst zwar wieder als Rechtsanwalt zugelassen, aber 1935 wurde ihm sein Notariat entzogen und 1938 erhielt er Berufsverbot. Heinz Pinner musste nach der Namensänderungsverordnung vom 17. August 1938 zwangsweise den Vornamen „Israel“ führen. Am 11. Juni 1939 meldete sich Pinner mit seiner Ehefrau und seinen beiden Söhnen „auf Reisen“ ab. Die Familie ging zunächst in die Schweiz und emigrierte dann im Dezember 1941 in die USA, wo sie sich in Los Angeles niederließ. Pinner studierte dort Buchprüfung und wurde als Steuerfachmann Teilhaber eines Wirtschaftsprüfungsbüros, das unter anderem auch für Filmstars tätig wurde, die ebenfalls aus Deutschland in die USA emigriert waren. Pinner war 1942 Kassenwart (Treasurer) des Jewish Club of 1933, Inc., in Los Angeles. 1945 erhielt Pinner die US-amerikanische Staatsbürgerschaft. Nach dem Ende des Zweiten Weltkriegs, im Jahr 1947, wurde Pinner beim Oberlandesgericht Düsseldorf als von der Residenzpflicht befreiter Rechtsanwalt zugelassen. Er wurde Fachmann für Wiedergutmachung. Er arbeitete zusammen mit Bruno Lamm in der Filiale der Anwaltssozietät Drs. Martin Wolfen, Heinz Pinner, Rudolf Behr, Paul Marcuse & Associates in Los Angeles, in der 219 West 7th Street, Vandike 7954, die sich auf europäische Rechtssachen (darunter: Wiedergutmachung, Nationalisierung, Kriegsschäden) spezialisiert hatte Pinner war einer der wenigen in Deutschland geborenen Anwälte, die berechtigt waren, bei der deutschen Bundesregierung Wiedergutmachung für Überlebende nationalsozialistischer Verfolgung zu beantragen. Zwischen 1950 und 1966 strengte er auch in eigener Sache Wiedergutmachungsverfahren an, unter anderem wegen eines entzogenen Grundstücks in der Christstraße in Berlin-Charlottenburg. Er war auch an dem Restitutionsverfahren über den Ullstein-Verlag beteiligt. Pinner lebte 1978 in Los Angeles; er wurde 1979 zum Ehrenmitglied des Deutschen Anwaltvereins ernannt. 1985 erhielt Pinner das Große Bundesverdienstkreuz (Großkreuz des Verdienstordens) für seine Verdienste bei der Wiedergutmachung nationalsozialistischen Unrechts.
Pinner verstarb 93-jährig in Beverly Hills an Krebs.